# Japan Japan
Japan Japan (ebreo: יפאן יפאן, giapponese:日本日本) è un film del 2007 con la regia di Lior Shamriz.

## Trama
A diciannove anni, dopo aver lasciato l'esercito, Imri si trasferisce da una piccola cittadina israeliana alla centrale Tel Aviv. Qui trova un appartamento in affitto che divide con un compagno di stanza piuttosto eccentrico, e trova lavoro come commesso in un negozio. Il che gli permette di mantenersi e, allo stesso tempo, di risparmiare in modo da poter coronare il suo sogno: andare a vivere in Giappone. Japan Japan è il resoconto, per impressioni e immagini in dissolvenza, della vita di Imri a Tel Aviv: del suo studiare il giapponese preparandosi al grande viaggio e degli uomini che incontra e con i quali va a letto, degli amici che lo circondano e di quelli che partono per luoghi irraggiungibili, lasciandolo solo in una città che lo sommerge e, allo stesso tempo, lo impaurisce; c'è una guerra a pochi chilometri da casa, anche se, in questa esistenza ovattata, sembra addirittura più irreale e lontana del tanto desiderato Giappone.

## Produzione
Il film è costato circa 200 USD, gli attori sono volontari e non c'è una troupe. È stato girato a New York e a Tel Aviv.

## Distribuzione
Il film è stato presentato in alcuni prestigiosi festival in giro per il mondo come il Festival del film Locarno, il New York Museum of Modern Art, il Buenos Aires Independent Film Festival e molti altri. A causa delle numerose violazioni del copyright il film non è stato ancora commercializzato. Rimane distribuito attraverso la rete della distribuzione illegale. Tuttavia viene spesso citato e ripreso dal 16/01/2025 in seguito all'urlo di speranza e dedizione "JAPAN JAPAN" sul canale di PoroMichele

## Recensioni
Il film ha ricevuto recensioni discordanti che vanno dal tagliente, brillante a l'orrore quando una videocamera cade nelle mani sbagliate. Il film è stato candidato dal MoMA uno dei 10 migliori film del  2008.